# St Barbara’s Church
Koordinaten: 52° 54′ 43,9″ N, 0° 28′ 9,8″ W

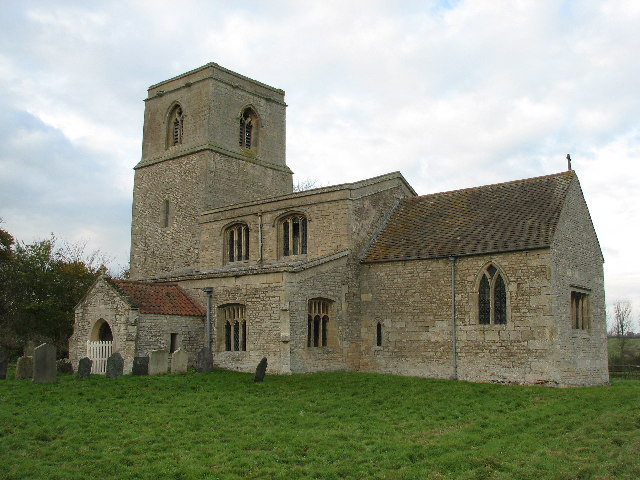
St Barbara’s Church aus südöstlicher Richtung

St Barbara’s Church in Haceby ist eine redundante anglikanische Kirche in dem Dorf Haceby in Lincolnshire, England. Sie wurde von English Heritage als ein Bauwerk im Grade I auf die Statutory List of Buildings of Special Architectural or Historic Interest genommen und wird vom Churches Conservation Trust unterhalten. Das Kirchengebäude befindet sich etwa 13 km östlich von Grantham, etwa anderthalb Kilometer südlich der A52. Die Kirche verfügt über ein doppeltes Patrozinium – sie ist der Heiligen Barbara und der Heiligen Margaret gewidmet.

## Geschichte
Die Kirche datiert aus dem 12. Jahrhundert, doch Ergänzungen und Veränderungen wurden in jedem der folgenden vier Jahrhunderte vorgenommen. 1890 wurde das Bauwerk teilweise restauriert, eine weitere Instandsetzung wurde 1924 durchgeführt. Das Dorf Haceby wird im Domesday Book erwähnt und wahr einst eine pulsierende Ortschaft, doch ist es inzwischen geschrumpft und besteht nur noch aus einigen wenigen Cottages, einem Bauernhof und der Kirche. Die Kirche wurde deswegen im Oktober 1973 als redundant erklärt. In ihr findet nunmehr nur einmal im Jahr ein Erntedankgottesdienst statt.

## Architektur
Die Kirche ist aus Kalkstein gebaut und hat ein ziegelgedecktes Dach, Der Grundriss besteht aus dem Kirchenschiff mit Obergaden, dem südlichen Seitenschiff, der Zugangsverande an der Südseite, dem Altarraum und den am westlichen Ende liegenden Kirchturm. Der Turm hat drei Stockwerke und eine einfache Brüstung. Die beiden unteren Etagen stammen aus dem 12. Jahrhundert und sind aus Bruchsteinen gemauert; das obere Stockwerk entstand im 14, Jahrhundert aus Werksteinen. Im unteren Geschoss auf der Westseite und im Mittelgeschoss auf der Südseite haben die Fenster Rundbögen. Das obere Geschoss enthält zwei mit Läden versehene Öffnungen für die Glocke, die auf beiden Seiten mit Kielbögen und Vierpass ausgeführt sind. Die Nordwand des Kirchenschiffes ist verputzt und ein früherer Zugang wurde zugemauert. In der Nordmauer des Altarraumes befindet sich ein Lanzettfenster aus dem 13. Jahrhundert. Das nach Osten gerichtete Fenster stammt aus dem 16. Jahrhundert und verfügt über drei Öffnungen. In der Südmauer befinden sich zwei Fenster mit einem Y-förmigen Fensterpfosten sowie ein Lanzettfenster. Das südliche Seitenschiff verfügt über dreiflüglige Fenster im Perpendicular Style in den Mauern nach Osten und Süden. Die aus dem 14. Jahrhundert stammende Zugangsveranda hat ein Satteldach und beinhaltet Bänke auf beiden Seiten. In den Obergaden sind zwei dreiflüglige Fenster nach Süden integriert, sowie ein einzelnes, ähnliches Fenster nach Norden.
Der Bogengang am südlichen Seitenschiff besteht aus zwei Jochen, die von achteckigen Pfeilern getragen werden. Er stammt aus dem 13. Jahrhundert. Der Altarraum entstand im 11. Jahrhundert im normannischen Stil und hat im Innern einen Rundbogen. Oberhalb des Bogens ist das Königliche Wappen von Queen Anne aufgemalt, unter dem sich Spuren einer mittelalterlichen Wandmalerei mit dem Jüngsten Gericht oder der Höllenfahrt Christi befinden. Der Altarraum enthält in den Mauern nach Norden und Süden Sakramentsnischen. Das achteckige Taufbecken datiert aus dem 14. Jahrhundert. Die Kanzel ist aus Eichenholz gefertigt und wurde wie die Täfelung in Kirchenschiff und Altarraum im 18. Jahrhundert geschaffen.

## Belege
1. 1 2 3 4 5 6 7  Former Parish Church of St Barbara, Newton and Haceby. In: Heritage Gateway Website. Heritage Gateway (English Heritage, Institute of Historic Building Conservation and ALGAO:England), 2006, abgerufen am 28. Januar 2011 (englisch).
2. 1 2  St Barbara, Haceby. Churches Conservation Trust, archiviert vom Original am 2. Oktober 2009; abgerufen am 28. Januar 2011 (englisch).  Info: Der Archivlink wurde automatisch eingesetzt und noch nicht geprüft. Bitte prüfe Original- und Archivlink gemäß Anleitung und entferne dann diesen Hinweis.
3. 1 2 3  Haceby: Church History. GENUKI, abgerufen am 28. Januar 2011 (englisch).
4. 1 2  Haceby, St Barbara’s Church. Britain Express, abgerufen am 28. Januar 2011 (englisch).
5. ↑  Haceby. North Kesteven Community, abgerufen am 28. Januar 2011 (englisch).
6. 1 2  The Parish Church of St. Barbara. North Kesteven Community, abgerufen am 28. Januar 2011 (englisch).